# Венера Стыдливая
Венера Стыдливая, Венера Целомудренная (лат. Venus Pudica) — тип статуи Венеры, изображающей богиню обнажённой или полуобнажённой перед, или после купания, входящей или выходящей из воды (тип Афродита Анадиомена) и стеснительно прикрывающей одной рукой лоно, а другой грудь.
Все варианты такой композиции восходят к древнегреческому оригиналу Афродиты Книдской (350—330 гг. до н. э.), произведению скульптора Праксителя, самому прославленному изображению богини красоты и любви в античности. Считается, что Афродита Книдская была первым скульптурным изображением нагого женского тела в древнегреческом искусстве.
К типу Venus Pudica относят многие знаменитые произведения искусства. Среди них Афродита Сиракузская (древнеримская реплика II века н. э. древнегреческого оригинала), хранится в Национальном археологическом музее в Афинах (название «Сиракузская» получила за идентичность со статуей Афродиты, которая находится в городе Сиракузы). Это римская реплика II века. н. э. с того же оригинала. Известна под названиями «Венера Сиракузская» или «Венера Ландолинская» (Venus Landolina) — по имени археолога Саверио Ландолина, который нашел её в 1804 году в руинах древнегреческого нимфея в Сиракузах.
Тема Венеры Стыдливой была особенно популярна в эпоху эллинизма. Известны работы греческого скульптора Дойдалса (Венера на корточках), многочисленные реплики италийских мастеров, среди которых Венера Капитолийская, Венера Медицейская, Афродита Браски, получившая название по имени первого владельца Джованни Анджело Браски (Папа Римский Пий VI) I в. до н. э. (Мюнхен, Глиптотека), Афродита Альтемпс, Венера Бельведерская и многие другие скульптуры.

## Галерея
- Афродита Книдская. Из коллекции Людовизи. Палаццо Альтемпс, Рим
- Aфродита Браски. Римская реплика I в. до н. э. древнегреческого оригинала. Мрамор. Приобретена в 1811 году из собрания Браски. Ныне: Глиптотека, Мюнхен
- Венера Медицейская. Уффици, Флоренция
- Афродита Сиракузская. Национальный археологический музей, Афины
- Венера Ландолинская. Региональный археологический музей, Сиракузы
- «Венера на корточках». Британский музей, Лондон

## «Venus Pudica» в Новое время
В 1804 году популярный в своё время итальянский скульптор Антонио Канова выполнил реплику (отличающуюся в деталях) статуи «Венеры Медицейской» взамен похищенной Наполеоном Бонапартом в 1799 году из флорентийской галереи Уффици. Когда оригинал в 1815 году был возвращён на место, произведение Кановы перенесли в Палаццо Питти во Флоренции, где оно и находится в настоящее время. Статуя получила название Венера Италийская. Копии и реплики Венеры Италийской были необычайно популярны в XIX веке, они украсили многие дворцы, сады и парки в разных странах, например архитектурные сооружения Чарльза Камерона в Павловске и Царском Селе под Петербургом.
Тема «Venus Pudica» нашла отражение в живописи. В эпоху Возрождения итальянские художники читали произведения античных писателей с описаниями древних статуй, изучали изображения римских на рельефах и медалях, но интерпретировали эти источники по-новому, изучая природную красоту своих прекрасных подруг. Сложилось понятие «наготы естественной» (итал. nudità naturale). Природная красота воплощалась в изображениях купальщиц и нимф с пристальным вниманием к форме и пластике обнажённой натуры. Главной эстетической проблемой оставалось сочетание «красоты небесной» и «красоты земной» (итал. bellezza celeste e bellezza profano), восходящее к текстам диалогов Платона («Пир»; 180 d).
В отличие от античной, идеализированной, отвлечённой красоты, новая эстетика была чувственной и одновременно демонстрирующей христианское целомудрие. Эта «взрывная» красота отражена, в частности, в картине Сандро Боттичелли «Рождение Венеры», на которой образ Венеры дан по образцу «Venus Pudica». Эта же тема нашла отражение в картине Тициана «Любовь земная и любовь небесная» и стала основной в творчестве Джорджоне.